# Löbichau
Löbichau là một đô thị thuộc huyện Altenburger Land, trong bang Thüringen, Đức. Đô thị Löbichau có diện tích 16,7 km².